# Sigrid Stray
Sigrid Stray (* 29. Mai 1893 in Sandnes; † 3. Juli 1978 in Tromøy) war eine norwegische Juristin und Frauenrechtsaktivistin.

## Leben

### Herkunft und Ausbildung
Stray kam 1893 als Tochter des Fabrikbesitzers Reier Kluge und dessen Frau Anna Gausel zur Welt. Sie wuchs in Sandnes auf und beendete 1914 ihre Schulzeit in Stavanger. Danach begann sie ihr Studium der Rechtswissenschaft in Oslo, das sie 1919 beendete. Anschließend begann sie als Sekretärin in der Gesetzesabteilung des norwegischen Sozialministeriums zu arbeiten. Am 26. März 1921 heiratete sie den Juristen Christian Stray. Gemeinsam hatten sie zwei Kinder, Signe Marie Stray Ryssdal und Anne Lise Stray.

### Tätigkeit als Juristin
Im Jahr 1924 begann Stray in der Kanzlei ihres Ehemannes zu arbeiten. Fünf Jahre später wurde sie die zweite Frau, die als Anwältin vor dem Obersten Gerichtshof Norwegens zugelassen wurde. In die Kanzlei ihres Ehemannes stieg sie 1934 als Miteigentümerin ein.
Bekanntester Fall von Stray als Anwältin war die Verteidigung des bekannten Schriftstellers Knut Hamsun. Dieser wurde im Juli 1945 für seine Zusammenarbeit mit den deutschen Besatzern angeklagt. 1946 übernahm Stray den Fall als Verteidigerin, nachdem sie Hamsun bereits ab den 1930er-Jahren Rechtsstreitigkeiten vertrat. Später schrieb Stray das Buch Min klient Knut Hamsun (deutsch: Mein Klient Knut Hamsun) über ihn. Es wurde erst nach ihrem Tod veröffentlicht.

### Frauenrechtsaktivistin
Stray engagierte sich in Frauen- und Familienrechtsthemen. So gab sie etwa Rechtskurse für Frauen, die von der Frauenrechtsorganisation Norske Kvinners Nasjonalråd veranstaltet wurden. Im Jahr 1938 wurde sie selbst die Vorsitzende der Organisation. Stray musste 1944 sieben Wochen im Gefängnis verbringen, nachdem sie die Gestapo wegen ihrer Tätigkeiten festnahm. Nach Ende des Zweiten Weltkrieges war sie bis 1946 erneut die Vorsitzende. Als solche kämpfte sie unter anderem dafür, dass Frauen gleichen Lohn bekommen und Ehen in der Steuerfestsetzung berücksichtigt werden. Ein weiteres wichtiges Anliegen ihrerseits war es, dass die Ehefrauen von Mitgliedern der faschistischen Nasjonal Samling (NS) nicht bestraft werden, wenn sie selbst kein Mitglied waren. Im Jahr 1948 unterstützte sie außerdem die Forderung, die Todesstrafe abzuschaffen. 

### Politisches Engagement
Stray war Mitglied der sozialliberalen Partei Venstre und ihr Mann saß für die Partei im norwegischen Parlament Storting. Ihr selbst wurde die Kandidatur für einen Sitz im Parlament mit der Begründung, dass nur je eine Person einer Familie im Parlament sitzen sollte, verwehrt. Von 1956 bis 1967 war sie als erste Frau die Kanzlerin des Sankt-Olav-Ordens.

## Werke
- 1979: Min klient Knut Hamsun